# Forcipomyia tinia
Forcipomyia tinia är en tvåvingeart som beskrevs av Nina Krivosheina 1968. Forcipomyia tinia ingår i släktet Forcipomyia och familjen svidknott. Inga underarter finns listade i Catalogue of Life.